# Anisodes montana
Anisodes montana là một loài bướm đêm trong họ Geometridae.